# 솔페리노의 회상

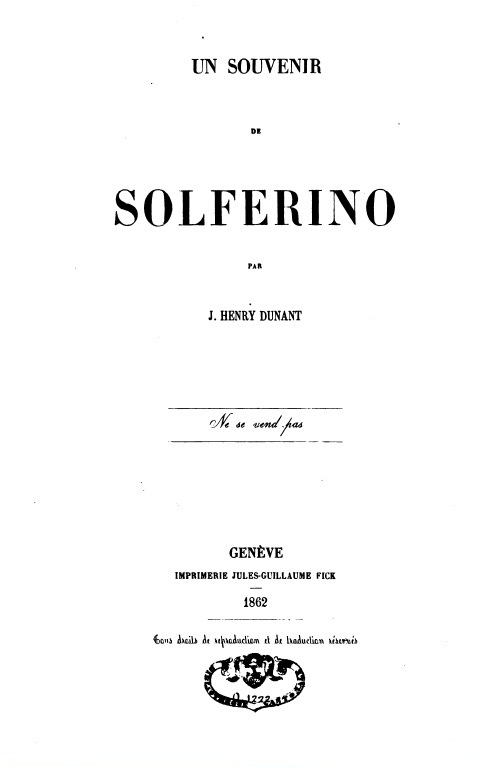
초판 A Memory of Solferino (1862)의 표지.

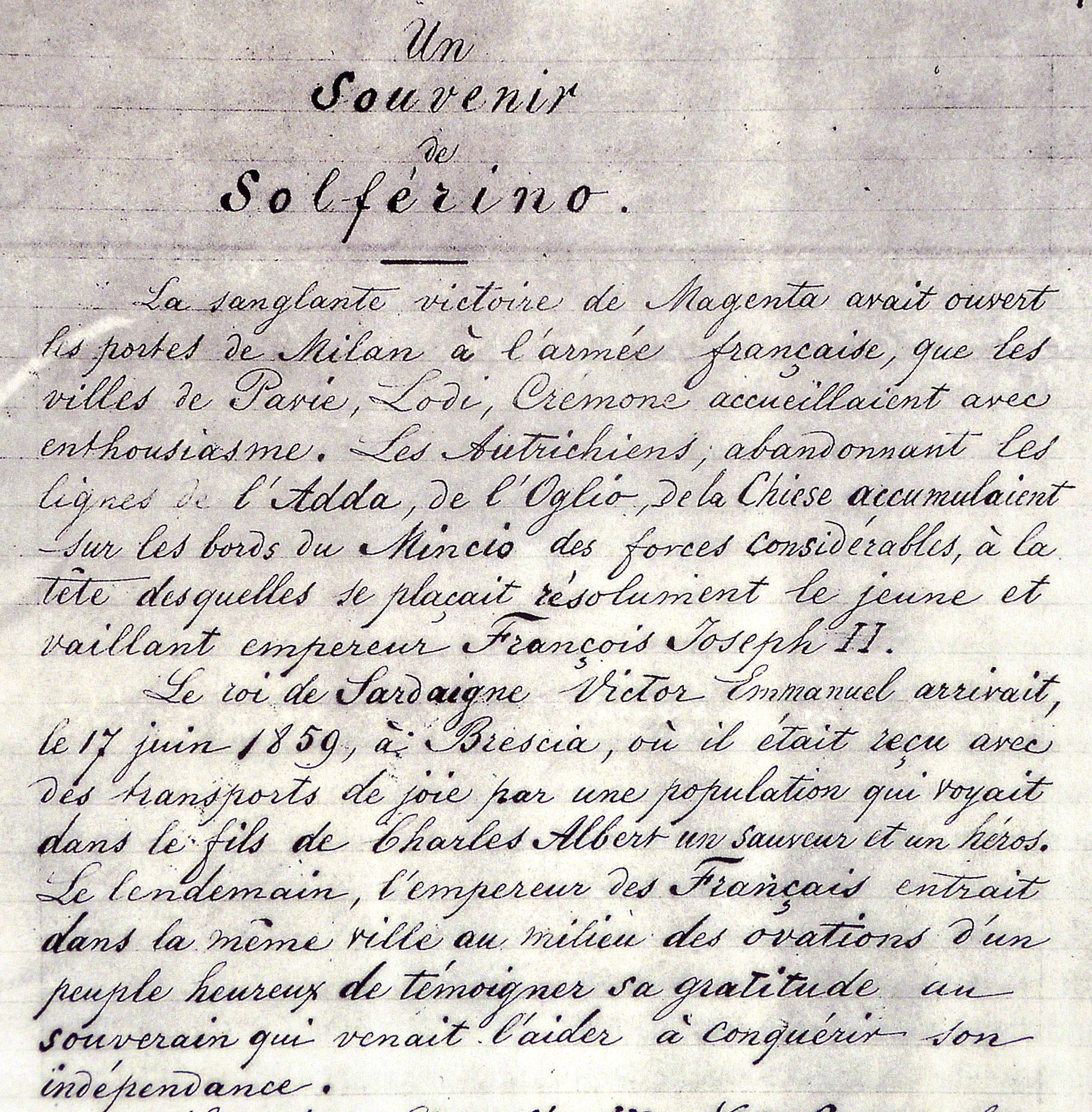
초고의 첫 장

《솔페리노의 회상》(프랑스어: Un souvenir de Solférino)은 국제적십자위원회 설립의 계기가 된 스위스의 인도주의 활동가 앙리 뒤낭이 저술한 책이다. 이 책은 국제적십자위원회가 출범할 수 있는 결정적인 계기를 제공했다.

## 배경
1859년 6월 사업차 여행하고 있었던 앙리 뒤낭은 솔페리노라는 이탈리아의 마을 가까이에서 사르데냐 왕국과 프랑스 제2제국 연합군이 오스트리아 제국 군대와 싸운 솔페리노 전투를 보게 된다. 전투가 끝난 뒤에 전장을 둘러볼 수 있게 뒤낭은 주검들이 흩어져 있는 가운데 부상자가 쓰러진 채 누구에게도 도움을 받지 못하고 방치되어 있는 참상을 목격하고 큰 충격을 받아 부상자 구호에도 참여했다. 뒤낭은 이 경험을 책으로 엮었다. 뒤낭은 이 책에서 전투를 경험한 것을 장대한 문장으로 묘사하고, 다음과 같이 제안하였다.
- 각 국에 전쟁이 났을 때 전투의 희생자들을 구호하는 조직을 만들자
- 전투에 의한 부상자나 그 부상자를 구호하는 자는 전투 당사자 모두가 보호하는 법을 정하자

1862년, 뒤낭은 이 책을 자비 출판하고 유럽 각국의 주요 정치인과 군인들에게 선물했다. 그 후 몇 년 뒤 이 책은 11개 국어로 번역되었다.

## 영향
1863년에 《솔페리노의 회상》을 계기로 〈부상병 구호 국제위원회〉 (5인 위원회)가 조직되었고, 1876년에는 이것이 국제적십자위원회로 발전했다. 1864년에는 뒤낭의 저서에서 제안된 내용에 따라서 〈전상자의 상태 개선에 관한 제1회 적십자 조약〉(1864년 8월 22일의 〈제네바 조약〉)이 체결되었다.

## 한국어 번역
- 이소노미아 편집부 옮김, 이소노미아, 2020년 11월 5일